# لاباتکا
لاباتکا (انگلیسی: Labateca) یک منطقه مسکونی در کشور کلمبیا است.